# Вратишинец
Вратишинец је градић и средиште општине у Међимурју, Хрватска.
До нове територијалне организације у Хрватској, подручје Вратишинца припадало је великој предратној општини Чаковец. Данас је Вратишинец општина у саставу Међимурске жупаније.

## Становништво
На попису становништва 2011. године, општина Вратишинец је имала 1.984 становника, од чега у самом Вратишинцу 1.392.

## Попис1991.
На попису становништва 1991. године, насељено место Вратишинец је имало 1.520 становника, следећег националног састава:
| Попис 1991.‍   | Попис 1991.‍  | Попис 1991.‍ | Попис 1991.‍ | Попис 1991.‍ |
| ------------- | ------------ | ----------- | ----------- | ----------- |
|               |              |             |             |             |
| Хрвати        | Хрвати       |             | 1.466       | 96,44%      |
| Словенци      | Словенци     |             | 14          | 0,92%       |
| Југословени   | Југословени  |             | 9           | 0,59%       |
| Мађари        | Мађари       |             | 1           | 0,06%       |
| Срби          | Срби         |             | 1           | 0,06%       |
| неопредељени  | неопредељени |             | 16          | 1,05%       |
| непознато     | непознато    |             | 13          | 0,85%       |
| укупно: 1.520 |              |             |             |             |

## Историја
У до сада познатим историјским изворима Вратишинец се први пута помиње 1458. године као посед (possessio) грофова Цељских под именом Bratrvsincz. Већ 1478. помиње се као Bratischinecz, 1636. године као Wratissnicz, а 1752. као Vratissinecz. Познати мађарски лингвиста др. Ласло Хадровић тврди да Вратишинцу име потиче од именице брат, односно имена Братиша, односно Вратиша. Наиме, као и многа међимурска места и Вратишинец је име добио по свом некадашњем феудалном господару (Братиша, Вратиша).